# Architis tenuis
Architis tenuis là một loài nhện trong họ Pisauridae.
Loài này thuộc chi Architis. Architis tenuis được Eugène Simon miêu tả năm 1898.